# Motonori Matuyama
« Matuyama » redirige ici. Ne pas confondre avec Matsuyama.
Motonori Matuyama (松山 基範), né le 25 octobre 1884 et mort le 27 janvier 1958, est un géophysicien japonais.
Bernard Brunhes avait montré en 1905 que certaines roches volcaniques ont été aimantées dans la direction opposée à celle du champ magnétique terrestre actuel ; il en avait conclu que ce champ peut s'inverser.
Matuyama a été le premier à donner la date d'une inversion.
La période actuelle de direction du champ magnétique est dite de Brunhes. La période précédente (la polarité y était l'inverse de ce qu'elle est maintenant) est dite de Matuyama. Elles sont séparées par l'inversion Brunhes-Matuyama.

## Biographie
Matuyama naît à Uyeda (maintenant Usa) au Japon ; son père est abbé zen.
Il étudie à l'université de Hiroshima et à l'université de Kyoto, où il est promu maître de conférences en 1913. Après avoir étudié à l'université de Chicago avec Thomas Chrowder Chamberlin entre 1919 et 1921, il devient professeur de géologie théorique à l'université de Kyoto. De 1927 à 1932, il effectue un relevé géophysique du Japon, avant d'étendre son étude à la Corée et à la Mandchourie ; il étudie également la gravité marine en utilisant l'appareil pendulaire de Felix Vening Meinesz dans un sous-marin.
Il découvre des roches possédant une polarité inverse à celle du champ magnétique actuel et fait une étude confirmant l'hypothèse des inversions du champ magnétique au cours des temps géologiques. En 1926, il commence à collecter des échantillons de basalte en Mandchourie et au Japon, et, en 1929, publie un article montrant clairement une corrélation entre la polarité et la position stratigraphique des roches. Il fait remarquer qu'au début du Pléistocène, le champ magnétique terrestre s'est inversé et qu'il a ensuite évolué pour parvenir à sa polarité actuelle,. La période de polarité inverse, remontant à entre 2,58 et 0,78 millions d'années, est désormais nommée « période inverse de Matuyama ». 
Cette polarité inverse, notamment montrée grâce à l'étude des roches du plancher océanique, constitue un argument important de l'hypothèse de l'expansion océanique formulée par Harry Hess.
Les rochers Matsuyama (en) de Crystal Sound (en), en Antarctique, sont nommés en son honneur.

## Publications
- « On the subterranean structure around Sakurazima volcano considered from the state of gravitational field », dans Japanese Journal of Astronomy and Geophysics, 4, 3, 121–138, National Research Council of Japan, 1926 Bibcode : 1926JaJAG...4..121M.
- « On the direction of magnetization of basalt in Japan, Tyosen and Manchuria », Proceedings of the Imperial Academy of Japan, vol. 5,‎ 1929, p. 203–205 (lire en ligne).